# Dicranomyia muta
Dicranomyia muta är en tvåvingeart som först beskrevs av Alexander 1937.  Dicranomyia muta ingår i släktet Dicranomyia och familjen småharkrankar. Inga underarter finns listade i Catalogue of Life.